# Jarenga
Die Jarenga (russisch Я́ренга, Я́реньга) ist ein 281 km langer rechter Nebenfluss der Wytschegda in der Republik Komi und der Oblast Archangelsk in Nordwestrussland.
Die Jarenga entspringt nahe der Siedlung Weschaika in der Republik Komi. Sie passiert den gleichnamigen Ort, Jarenga, der schon in der Oblast Archangelsk liegt, fließt anschließend in südwestlicher Richtung. Von rechts nimmt die Jarenga ihren größten Nebenfluss, den Uktym, auf. Im Unterlauf fließt sie nach Süden und mündet schließlich bei Jarensk in die Wytschegda.
Die Jarenga entwässert ein Gebiet von 5140 km². Sie ist zwischen Oktober und Ende April von einer Eisschicht bedeckt. Aufgrund der Schneeschmelze vervielfacht sich die Wassermenge im Fluss in den Monaten April bis Juni, so dass es zu Überschwemmungen kommt. Der mittlere Abfluss am Pegel Tochta, 20 km oberhalb der Mündung, beträgt 49 m³/s.